# Östtimors kommuner
Östtimor är indelat i 14 kommuner (portugisiska: municípios).  Kommunerna är indelade i 66 områden för administrativa kontor (postos administrativos) vilka i sin tur är indelade i 452 sucos.

Karta över Östtimors kommuner.

|    | Kommun          | Yta (km2) | Hushåll | Invånare | Densitet (/km2) |
| -- | --------------- | --------- | ------- | -------- | --------------- |
| 1  | Lautém          | 1702      | 12998   | 55921    | 32.9            |
| 2  | Baucau          | 1494      | 22659   | 100326   | 67.2            |
| 3  | Viqueque        | 1781      | 15115   | 65245    | 36.6            |
| 4  | Manatuto        | 1706      | 8338    | 36719    | 21.5            |
| 5  | Dili            |           |         |          |                 |
| 6  | Aileu           | 729       | 7745    | 37926    | 52.0            |
| 7  | Manufahi        | 1325      | 8901    | 44950    | 33.9            |
| 8  | Liquiçá         | 543       | 11063   | 54834    | 101.0           |
| 9  | Ermera          | 746       | 21165   | 103199   | 138.3           |
| 10 | Ainaro          | 797       | 11527   | 52476    | 65.8            |
| 11 | Bobonaro        | 1368      | 18397   | 83034    | 60.7            |
| 12 | Cova Lima       | 1226      | 11820   | 52818    | 43.1            |
| 13 | Oe-Cusse Ambeno | 815       | 13659   | 57469    | 70.5            |
| 14 | Atauro          |           |         |          |                 |